# Micrathena peregrinatorum
Micrathena peregrinatorum är en spindelart som först beskrevs av Holmberg 1883.  Micrathena peregrinatorum ingår i släktet Micrathena och familjen hjulspindlar. Inga underarter finns listade i Catalogue of Life.